# Ethylchlooracetaat
Ethylchlooracetaat is een organische chloorverbinding met als brutoformule C4H7ClO2. De stof komt voor als een kleurloze vloeistof met een scherpe, irriterende geur, die goed oplosbaar is in water.

## Toxicologie en veiligheid
De stof ontleedt bij verbranding met vorming van giftige en corrosieve gassen, waaronder waterstofchloride en azijnzuur. Ze reageert met basen, oxiderende en reducerende stoffen, water, vochtige lucht en zuren, met vorming van waterstofchloride.
De damp is irriterend voor de ogen, de huid en de luchtwegen. Herhaald of langdurig huidcontact kan de huid gevoelig maken.